# Оріхове озеро (Чернігівська область)
Орі́хове о́зеро — заплавне озеро у Коропському районі Чернігівської області, на лівому березі Десни (басейн Дніпра), за 4 км на схід від с. Вишеньки.
Довжина близько 1,5 км, ширина до 120 м, площа 0,2 км², глибина 3-4 м. Улоговина має форму трикутника, витягнутого вздовж річища Десни. Навколо озера — луки. Західні береги підвищені, подекуди поросли вільхою, вербою; східні — низькі, частково заболочені, поросли верболозом і очеретом. Живлення мішане.
Температура води влітку +17,5, +18 °C на глибині 0,5 м від поверхні, +10, +11,5°C — на глибині 0,5 м від дна. Взимку замерзає. Прозорість води до 1 м. Дно вкрите мулистими відкладами з домішками піску.
Водяться карась, окунь, плітка, лин. У прибережних заростях — місця гніздування очеретянок, кряків, куликів.
Західні береги озера — місце відпочинку.